# Jostiband
Das Jostiband Orchester (oder Jostiband) ist ein niederländisches Orchester für geistig Behinderte.

## Geschichte
Die Jostiband wurde im September 1966 als Musikclub der damaligen Johannes Stichting (Johannes Stiftung) aus Nieuwveen gegründet. 1974 zogen die Bewohner dieses Behindertenwerks nach Zwammerdam, wo das Orchester seitdem beheimatet ist.
Die Jostiband hat ca. 160 Mitglieder und ist das größte Orchester mit ausschließlich geistig behinderten Musikanten weltweit. Die Konzerte finden monatlich in den Niederlanden und gelegentlich auch im Ausland statt. 
Im Rahmen der Krönung König Willem-Alexanders der Niederlande spielte die Jostiband für das Königspaar von einem Schiff aus, auf dem IJ in Amsterdam. Am 6. Juli 2013 nahm das Orchester an einem der Konzerte von André Rieu teil. Am 5. September 2016 veranstaltete die Jostiband ein großes Jubiläumskonzert anlässlich des 50-jährigen Bestehens. Teilnehmer waren u. a. Armin van Buuren, Gerard Joling, René Froger, Marco Borsato und Ellen ten Damme.
Das Orchester wird von Lyan Verburg geleitet.